# ندى توحيد
ندى توحيد هي ممثلة مصرية وُلدت ونشأت في المملكة العربية السعودية، وأقامت أيضًا في كل من الإمارات العربية المتحدة والبحرين. بدأت دراستها الجامعية في تخصص العلاقات الدولية في الجامعة الأمريكية بالشارقة، ثم انتقلت إلى دراسة الوسائط المتعددة، بما يتماشى مع توجهها المهني في مجال السينما.

## المسيرة الفنية
بدأت ندى توحيد مسيرتها التمثيلية عام 2018 من خلال الفيلم القصير شَعر: قصة عُشب، الذي عُرض في عدد من المهرجانات السينمائية في الولايات المتحدة وأوروبا. وشاركت لاحقًا في عدد من الأعمال الدرامية، من أبرزها مسلسل وساوس (2020) من إنتاج نتفليكس، والمسلسل الطويل الميراث (2020–2021)، حيث ظهرت في نحو 250 حلقة.
تنوعت أدوارها لتشمل أنماطًا درامية مختلفة، من بينها فيلم الأكشن والدراما الشبح (2021)، والمسلسل التاريخي سفر برلك (2023) من إنتاج ام بي سي.
في عام 2024، شاركت في بطولة المسلسل التاريخي الوعد، المستوحى من السيرة الهلالية، والذي جرى تصويره في المغرب، ويتكوّن من ثلاثة مواسم، ويُعرض على منصة ستارز بلاي. تؤدي فيه دور شخصية “زُماج”، وهي شخصية تُقدَّم على أنها قوية وذكية.
ومن المقرر أن تشارك أيضًا في بطولة الفيلم الروائي ساري وأميرة، الذي يُتوقَّع طرحه في عام 2025.

## أعمالها
- فيلم شعر: قصة عشب، 2019.
- مسلسل وساوس، 2020.[8]
- مسلسل الميراث، 2020.[9]
- اختطاف مسلسل. 2021
- فيلم الشبح 2021.
- مسلسل أربعيني في العشرين 2021
- مسلسل ستة ناقص واحد 2022
- مسلسل سفربرلك 2023
- مسلسل الوعد، الجزء الثاني و الثالث 2024
- فيلم ساري وأميرة (2025)[10]